# Leštiny
Leštiny este o comună slovacă, aflată în districtul Dolný Kubín din regiunea Žilina. Localitatea se află la altitudinea de 581 m deasupra n.m., se întinde pe o suprafață de 6,93 km2 și în 2017 număra 267 de locuitori.

## Istoric
Localitatea Leštiny este atestată documentar din 1325.

## Demografie
| An:                | 1994 | 2004 | 2014    | 2024    |
| ------------------ | ---- | ---- | ------- | ------- |
| Număr de persoane: | 225  | 225  | 265     | 308     |
| Diferență:         |      | +0%  | +17,77% | +16,22% |

| An:                | 2023 | 2024   |
| ------------------ | ---- | ------ |
| Număr de persoane: | 309  | 308    |
| Diferență:         |      | −0,32% |